# Gute Zeiten, schlechte Zeiten
Gute Zeiten, schlechte Zeiten é uma soap opera alemã exibida pela RTL Television desde 11 de maio de 1992. É inspirado pela soap opera neerlandesa Goede tijden, slechte tijden, um remake de The Restless Years. Após o primeiro ano, o programa começou a utilizar o material original.

## Elenco

### Miembros del reparto actuales
| Ator/Atriz                   | Personagem                              | Desde |
| ---------------------------- | --------------------------------------- | ----- |
| Wolfgang Bahro               | Dr. Hans-Joachim "Jo" Gerner            | 1993  |
| Daniel Fehlow                | Leon Moreno                             | 1996  |
| Felix von Jascheroff         | John Bachmann                           | 2001  |
| Ulrike Frank                 | Katrin Flemming, Gabriele "Gabi" Galuba | 2002  |
| Anne Menden [de]             | Emily Badak, Höfer                      | 2004  |
| Jörn Schlönvoigt             | Philip Höfer                            | 2004  |
| Janina Uhse [de]             | Jasmin Flemming, Nowak, Melanie Galuba  | 2008  |
| Tayfun Baydar [de]           | Tayfun Badak                            | 2008  |
| Isabell Horn [de]            | Pia Bachmann, Koch                      | 2009  |
| Thomas Drechsel              | Max "Tuner" Krüger                      | 2009  |
| Clemens Löhr [de]            | Alexander Cöster #2                     | 2009  |
| Eva Mona Rodekirchen [de]    | Maren Seefeld                           | 2010  |
| Iris Mareike Steen [de]      | Liljane "Lilly" Seefeld                 | 2010  |
| Vincent Krüger [de]          | Vincent "Vince" Köpke                   | 2011  |
| Mustafa Alin [de]            | Mesut Yıldız                            | 2011  |
| Elena García Gerlach [de]    | Elena Gundlach, Castillo                | 2013  |
| Linda Marlen Runge [de]      | Andrea "Anni" Brehme                    | 2013  |
| Ramona Dempsey [de]          | Nele Lehmann                            | 2013  |
| Franziska van der Heide [de] | Mieke "Mieze" Lutze                     | 2013  |
| Philipp Christopher [de]     | David Brenner                           | 2014  |
| Lea Marlen Woitack [de]      | Sophie Lindh                            | 2014  |
| Nadine Menz [de]             | Ayla Höfer, Özgül #2                    | 2014  |
| Felix van Deventer [de]      | Jonas Seefeld                           | 2014  |
| Eric Stehfest [de]           | Chris Lehmann                           | 2014  |
| Valentina Pahde [de]         | Sunny Richter                           | 2015  |

### Miembros del reparto anteriores
| Ator/Atriz               | Papel                                           | Entrada   | Saída     |
| ------------------------ | ----------------------------------------------- | --------- | --------- |
| Andrea Höhne             | Claudia Löpelmann, Wedemeier #1                 | 1992      | 1992      |
| Bernhard-Heinrich Herzog | Oswald Löpelmann #1                             | 1992      | 1992      |
| Dirk Borchardt           | Bertram Köhler                                  | 1992      | 1992      |
| Viktoria Voigt           | Denise Köhler                                   | 1992      | 1992      |
| Matthias Hinze           | Peter Becker #1                                 | 1992      | 1992      |
| Christiane Christiani    | Gerda Becker                                    | 1992      | 1992      |
| Suzanne Ziellenbach      | Lilo Gottschick                                 | 1992      | 1993      |
| Natascha Pfeiffer        | Marina Geppert-Richter, Geppert                 | 1992      | 1993      |
| Thomas Gohlke            | Karsten Richter                                 | 1992      | 1993      |
| Marie-Christine Herriger | Julia Backhoff                                  | 1992      | 1993      |
| Johannes Baasner         | Dr. Frank Ulrich                                | 1992      | 1993      |
| Fenja Rühl               | Barbara Graf, Wiebe #1                          | 1993      | 1993      |
| Stephan Meyer-Kohlhoff   | Martin Wiebe #1                                 | 1993      | 1993      |
| Mirjam Köfer             | Diana Richter †                                 | 1993      | 1993      |
| Timmo Niesner            | Tommy Walter †                                  | 1993      | 1993      |
| Andrea-Kathrin Loewig    | Iris Gebauer-Gundlach, Gebauer †                | 1993      | 1994      |
| Marcus Ulbricht          | Tobias Gericke †                                | 1993      | 1994      |
| Michael Trischan         | Jürgen Borchert                                 | 1993      | 1994      |
| Neelesha Barthel         | Manjou Neria                                    | 1993      | 1994      |
| Andreas Arnstedt         | Lukas Haitz                                     | 1994      | 1994      |
| M.O. Rüdiger             | Matthias Zimmermann                             | 1993      | 1995      |
| Hannelore Minkus         | Beatrice Zimmermann                             | 1993      | 1995      |
| Matthias Matz            | André Holm                                      | 1992      | 1995      |
| Dagmar Sitte             | Rita Sahmel                                     | 1994      | 1995      |
| Sali Landricina          | Peter Becker #2                                 | 1992      | 1995      |
| Udo Thies                | Dr. Michael Gundlach                            | 1993      | 1995      |
| Andrea Höhne             | Claudia Löpelmann, Wedemeier #2 †               | 1993      | 1995      |
| Alexander Kiersch        | Patrick Graf †                                  | 1992      | 1996      |
| Julia Gerke              | Jennifer Gruber Jessica Gruber                  | 1994 1994 | 1996 1996 |
| Victoria Sturm           | Camilla "Milla" Engel                           | 1993      | 1996      |
| Alexander Eisenfeld      | Oliver Engel                                    | 1994      | 1996      |
| Jan Sosniok              | Thomas "Tom" Lehmann                            | 1994      | 1996      |
| Andreas Elsholz          | Heiko Richter                                   | 1992      | 1996      |
| Saskia Valencia          | Saskia Rother                                   | 1993      | 1996      |
| Mey Lan Chao             | Harumi Shimiza                                  | 1993      | 1996      |
| Irene Neuner             | Dr. Rebecca Scheele                             | 1994      | 1996      |
| Denise Zich              | Daniela Zöllner                                 | 1995      | 1996      |
| Alexandra Finder         | Kim Scheele                                     | 1995      | 1996      |
| Sandra Keller            | Tina Zimmermann, Ulrich #1                      | 1992      | 1996      |
| Claudia Weiske           | Elke Opitz-Graf, Opitz                          | 1992      | 1997      |
| Angela Neumann           | Vera Richter                                    | 1992      | 1997      |
| Kea Könneker             | Christiane "Chrissie" Lehmann †                 | 1996      | 1997      |
| Norbert Hülm             | Robert König †                                  | 1995      | 1997      |
| Julian Scheunemann       | Karl-Heinz "Charlie" Fiereck †                  | 1993      | 1998      |
| Daniel Enzweiler         | Jörg Reuter                                     | 1996      | 1998      |
| Tina Bordihn             | Sonja Wiebe #1                                  | 1997      | 1998      |
| Anne Brendler            | Vanessa Richter, Moreno                         | 1996      | 1998      |
| Inka Loewendorf          | Astrid Seiter †                                 | 1997      | 1999      |
| Torsten Stoll            | Frank Richter                                   | 1997      | 1999      |
| Mona Klare               | Barbara Graf, Wiebe #2                          | 1996      | 1999      |
| Alexander Schäfer        | Alexander "Alex" Hinze                          | 1997      | 1999      |
| Alexandra Neldel         | Katja Wettstein                                 | 1996      | 1999      |
| Simone Hanselmann        | Anna Meisner                                    | 1998      | 1999      |
| Oliver Petszokat         | Ricky Marquart                                  | 1998      | 1999      |
| Raphael Schneider        | Andreas "Andy" Lehmann †                        | 1995      | 2000      |
| Laurent Daniels          | Philip Krüger                                   | 1997      | 2000      |
| Nadine Dehmel            | Nataly Jäger                                    | 1996      | 2000      |
| Maren Thurm              | Barbara Graf, Wiebe #3                          | 1999      | 2000      |
| Cathrin Vaessen          | Franziska Bohlstädt                             | 1999      | 2000      |
| Rainer Meifert           | Dr. Jan Wittenberg                              | 1998      | 2000      |
| Franziska Dilger         | Inka Berent                                     | 1999      | 2001      |
| Jan Hartmann             | Christopher "Chris" Bohlstädt †                 | 1999      | 2001      |
| Stefanie Julia Möller    | Charlotte Bohlstädt                             | 1999      | 2001      |
| Patrick Harzig           | Peter Becker #3                                 | 1999      | 2002      |
| Tokessa Möller-Martinius | Sonja Wiebe #2 †                                | 1998      | 2002      |
| Tim Sander               | Kai Scholl †                                    | 1999      | 2002      |
| Anna Frenzel-Röhl        | Sandra Ergün, Lemke #1                          | 1999      | 2002      |
| Rhea Harder              | Florentine Spirandelli "Flo Spira" di Montalban | 1996      | 2002      |
| Norman Kalle             | Martin Wiebe #2                                 | 2000      | 2002      |
| Hendrik Borgmann         | Moritz Demand                                   | 2000      | 2002      |
| Mia Aegerter             | Xenia di Montalban                              | 2000      | 2003      |
| Christin Baechler        | Patrizia Bachmann, Biedermann                   | 2001      | 2003      |
| Peer Kusmagk             | Ben Bachmann                                    | 2002      | 2003      |
| Roman Roth               | Tim Böcking #1                                  | 2002      | 2004      |
| Ralf Benson              | Fabian Moreno                                   | 1996      | 2004      |
| Jeanette Biedermann      | Marie Balzer                                    | 1999      | 2004      |
| İsmail Şahin             | Deniz Ergün †                                   | 2002      | 2005      |
| Raphaël Vogt             | Dr. Nico Anton Weimershaus                      | 1996      | 2005      |
| Yvonne Catterfeld        | Julia Blum                                      | 2001      | 2005      |
| Dominic Boeer            | Jonas Vossberg                                  | 2003      | 2005      |
| Nina Bott                | Cora Hinze                                      | 1997      | 2005      |
| Uta Kargel               | Lena Bachmann                                   | 2004      | 2006      |
| Natalie Alison           | Isabel Eggert †                                 | 2003      | 2006      |
| Katharina Ursinus        | Cornelia "Nele" Wenzel                          | 2005      | 2006      |
| Hanne Wolharn            | Senta Lemke, Biedermann †                       | 2000      | 2007      |
| Klaus-Dieter Klebsch     | Johannes "Hannes" Bachmann †                    | 2002      | 2007      |
| Stefan König             | Sebastian Winter                                | 2005      | 2007      |
| Robert Lyons             | Vincent Buhr                                    | 2004      | 2007      |
| Jasmin Weber             | Franziska "Franzi" Reuter †                     | 2005      | 2008      |
| Maike von Bremen         | Sandra Ergün, Lemke #2                          | 2002      | 2008      |
| Arne Stephan             | Marc Hansen Victor Hansen †                     | 2006 2006 | 2008 2006 |
| Josephine Schmidt        | Paula Rapf                                      | 2002      | 2009      |
| Pete Dwojak              | Henrik Beck                                     | 2005      | 2009      |
| Oliver Bender            | Tim Böcking #2                                  | 2004      | 2009      |
| Nik Breidenbach          | Alexander Cöster #1                             | 2007      | 2009      |
| Hans Christiani          | Agamemnon Rufus "A.R." Daniel                   | 1992      | 2009      |
| Jessica Ginkel           | Caroline "Caro" Neustädter                      | 2006      | 2009      |
| Alexander Becht          | Leonard "Lenny" Cöster                          | 2007      | 2010      |
| Felix Isenbügel          | Carsten Reimann                                 | 2008      | 2010      |
| Sarah Tkotsch            | Lucy Cöster                                     | 2007      | 2010      |
| Frank-Thomas Mende       | Clemens Richter                                 | 1992      | 2010      |
| Lisa Riecken             | Elisabeth Meinhart-Richter, Meinhart            | 1992      | 2010      |
| Kristin Meyer            | Iris Cöster                                     | 2007      | 2010      |
| Susan Sideropoulos       | Verena Koch †                                   | 2001      | 2011      |
| Lena Ehlers              | Dascha Badak, Petrova                           | 2010      | 2012      |
| Samia Dauenhauer         | Jacqueline "Jacky" Krüger                       | 2012      | 2012      |
| Björn Harras             | Patrick Gerner, Graf †                          | 2009      | 2012      |
| Senta-Sofia Delliponti   | Tanja Seefeld                                   | 2011      | 2013      |
| Sıla Şahin               | Ayla Höfer, Özgül #1                            | 2009      | 2014      |
| Merlin Leonhardt         | Till "Bommel" Kuhn                              | 2012      | 2014      |
| Raúl Richter             | Dominik Gundlach, Felix Löpelmann †             | 2007      | 2014      |
| Jascha Rust              | Zacharias "Zac" Klingenthal                     | 2011      | 2014      |